# Harald I. (England)

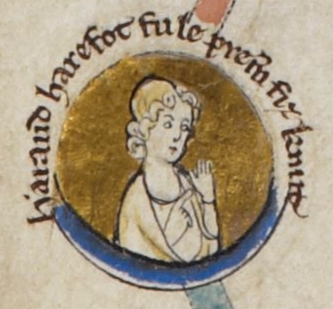
Harald I. von England

Harald I. (englisch: Harold I Harefoot; * um 1016 in Dänemark; † 17. März 1040 in Oxford/England) war von 1035 bis 1040 englischer König. Er erhielt den Beinamen „Harefoot“ (Hasenfuß) wegen seiner Schnelligkeit und Geschicklichkeit bei der Jagd.

## Leben
Er ist der Sohn von Knut dem Großen und dessen erster Frau Ælfgifu von Northampton.
Knut der Große verfügte vor seinem Tod am 12. November 1035, dass sein Anglo-Skandinavisches Reich unter seinen Söhnen aufgeteilt werde:
- Sven erhielt Norwegen,
- Hardeknut Dänemark und
- Harald sollte über England herrschen.

Obwohl Königin Emma und Earl Godwin Hardeknut, der in Dänemark militärisch gebunden war, unterstützten, wurde Harald I. Harefoot, mit Unterstützung von Leofric von Mercia und seiner Mutter Ælfgifu, Ende 1035 vom Witan in Oxford zum König gewählt. Daraufhin kam es zur Teilung Englands, die auch numismatisch belegt ist: Hardeknut bekam den südlichen, Harald den nördlichen Teil.
Eduard der Bekenner und sein Bruder Alfred Ætheling, Söhne von Haralds Stiefmutter Emma aus deren erster Ehe mit König Æthelred II., unternahmen 1036 oder 1037 den Versuch, in England an die Macht zu kommen. Emma lebte in Winchester mit Hardeknuts Leibwache, doch Harald I. Harefoot schickte ein Heer, um ihre Schätze zu rauben; mittellos floh Emma nach Brügge in Flandern zu Graf Balduin V. dem Frommen. Alfred wurde von Godwin gefangen, geblendet und starb, sein Gefolge wurde niedergemetzelt oder verstümmelt. Godwin bestritt seine Schuld und wurde freigesprochen, während Eduard der Bekenner in die Normandie zurückkehrte. Im Jahr 1037 hatte Harald genug Anhänger gefunden und ließ sich zum König über ganz England krönen.
Hardeknut war seiner vertriebenen Mutter 1039 nach Flandern gefolgt und stellte dort ein Heer auf, um auf den englischen Thron zu gelangen, als sein Halbbruder Harald I. Harefoot im März 1040 in Oxford starb und in Westminster neben seinem Vater Knut begraben wurde. Am 14. Juni 1040 landete Hardeknut mit 62 Kriegsschiffen bei Sandwich und bestieg unangefochten den englischen Thron (1040–1042). Haralds Leiche ließ er exhumieren und in einen Abwasserkanal oder Sumpf werfen. Kurz darauf wurde der Leichnam von einem Fischer aus der Themse gezogen und zuerst in Westminster, später auf dem dänischen Friedhof von St Clement Danes in London respektvoll bestattet. Ælfgifu, seine Mutter, wird in den Quellen seither nicht mehr genannt.
Er war verheiratet mit einer Frau namens ebenfalls Ælfgifu und hatte einen Sohn, Ælfwine.